# Brokk
Brokk er i nordisk mytologi bror til Sindre eller Eitri. 
De to er kendte for smede- og trolddomskunst. I et væddemål med Loke smedede de tre af asernes prægtigste skatte: Draupner, Gyldenbørste og Mjølner. 
Brokks arbejde bestod i at holde blæsebælgen i gang på trods af Lokes desperate forsøg på at ødelægge rytmen. Loke omskabte sig til en stikflue og bed Brokk for at få ham til at slippe blæsebælgen. 
Først ved smedningen af den sidste skat lykkedes det, da han stak Brokk på øjenlåget. Som konsekvens af dette lille uheld fik hammeren Mjølner et for kort skaft. 
Uheldet afholdt dog ikke Thor fra at erklære hammeren for væddemålets absolut prægtigste skat, så Ivaldebrødrene vandt og Loke tabte. 
Som pris måtte dværgene hugge hovedet af Loke, men som han fornuftigt påpegede var hans hoved måske nok deres, men halsen var hans egen og den vovede de bare på at røre. 
Loke beholdt altså sit hoved på halsen, men som hævn syede brødrene hans læber sammen med en lædersnor, for at slippe for hans glatte tunge en tid.
| Nordisk mytologi | Spire Denne artikel om nordisk religion og mytologi er en spire som bør udbygges. Du er velkommen til at hjælpe Wikipedia ved at udvide den. |